# Enchytraeus capitatus
Enchytraeus capitatus är en ringmaskart som beskrevs av von Bülow 1957. Enchytraeus capitatus ingår i släktet Enchytraeus och familjen småringmaskar. Arten är reproducerande i Sverige. Inga underarter finns listade i Catalogue of Life.